# Albert VI d'Habsburg
Albert VI d'Habsburg anomenat el Noble o el Pròdig (nascut el 12 de desembre de 1418 a Viena; mort el 2 de desembre de 1463 a Viena) fou un membre de casa d'Habsburg, duc de l'Àustria Interior (Estíria, Caríntia i Carniola) i després arxiduc d'Àustria].

## Biografia
Era el petit dels dos fill d'Ernest d'Habsburg el de Ferro i de Cimburga de Mazòvia. El seu pare, el duc d'Estíria, va morir el 1424. El seu germà gran, Frederic, va esdevenir després l'emperador Frederic III del Sacre Imperi Romanogermànic.
Les terres dels Habsburg es van dividir després del 1411, prop del temps del seu naixement, en tres ducats independents. El seu cosí Albert V d'Àustria va governar sobre la Baixa Àustria; el seu pare Ernest d'Habsburg el de Ferro, va governar a l'Àustria Interior, i l'oncle Frederic IV d'Àustria el de la Bossa Buida a l'Alta Àustria, i eren ambdós de la línia leopoldina.
Frederic IV d'Àustria el de la Bosa Buida, després de la mort del seu germà Ernest d'Habsburg el de Ferro (1424), va prendre la regència dels seus nebots i fills del difunt, Frederic (V) i Albert (VI). El 1436 Albert IV i Frederic V es van emancipar. Un acord va establir que haurien de governar en conjunt sobre tota l'Àustria Interior però no fou respectat, i Frederic va prendre tot el poder com a duc Frederic V.
El cap de la casa d'Habsburg, Albert V d'Àustria i II d'Alemanya va morir el 1439 de disenteria durant la campanya contra els turcs, deixant un fill Ladislau el Pòstum, nascut uns mesos després de la mort. El mateix any 1439 Frederic IV va morir, deixant els seus dominis al seu fill Segimon d'Àustria.
Frederic V va quedar com a cap de la casa d'Habsburg, va adoptar a Ladislau, hereu de la Baixa Àustria, i a Segimon, l'hereu de l'Alta Àustria. El 2 de febrer de 1440, Frederic va esdevenir Frederic III del Sacre Imperi Romanogermànic. El 1446, la successió de Tirol va obligar a Frederic a emancipar Segimon i nomenar-lo duc però sense assignar-li l'Alta Àustria, conservant Frederic plens poders.
Albert (VI) tenia un ducat nominalment separat, la Baixa Àustria, i el 1452 es va casar amb Matilde del Palatinat. En 1457, va fundar la Universitat de Friburg de Brisgovia i va fer redactar el còdex d'Ingeram.
Després de la inesperada mort de Ladislau el 1457, hi va haver un conflicte de successió a la Baixa Àustria entre els germans Albert (VI) i Frederic (V d'Àustria, III emperador). Albert demana heretar plenament aquestes terres, com Albert VI d'Àustria, i va adoptar el nom i títol per damunt i per sota del riu Enns Frederic es va negar a reconèixer-lo, però el 1458 Albert es va imposar a l'Alta Àustria. Després d'un setge victoriós del castell de Viena el 26 de desembre de 1462 en contra de Frederic i la seva família, Albert també es va convertir en el governant de la Baixa Àustria i Viena. Albert també es va oposar al seu germà en una batalla pel control de la diòcesi de Magúncia, que es trobava al costat dels opositors a l'emperador. La guerra va acabar amb la captura d'Ulric V de Württemberg i Hans von Gemmingen a la batalla de Seckenheim.
Albert VI d'Àustria va morir el 2 de desembre de 1463. La seva mort inesperada va permetre a l'emperador Frederic III (V d'Àustria) la reconquesta del territori dels Habsburg. Però el nou rei d'Hongria, Maties Corví va conquerir en les dècades posteriors l'Estíria, Baixa Àustria i Viena l'1 de juny de 1485 i la va convertir en la seva capital. Viena fou la capital d'Hongria durant cinc anys.